# Wirtualna Polska (przedsiębiorstwo)
Wirtualna Polska S.A. – właściciel i operator pierwszego polskiego portalu internetowego Wirtualna Polska.
Pod koniec sierpnia 2008 Wirtualna Polska zdobyła tytuł Solidnego Pracodawcy Roku 2007
W grudniu 2015 spółka została wykreślona z rejestru przedsiębiorców. Od grudnia 2015 roku właścicielem portalu internetowego Wirtualna Polska jest Wirtualna Polska Holding Spółka Akcyjna.